# Salomon ben Aderet
Rabbi Chelomo ben Aderet (1235-1310), plus connu sous son acronyme Rachba, fut rabbin, légaliste, banquier et talmudiste fort renommé.
Il est né à Barcelone en 1235, et eut pour maître le Ramban et Rabbenou Yona, avant de devenir un grand financier et le chef de la communauté espagnole. Sa renommée allait au-delà de ses frontières, puisqu'il adressait ses responsa en Afrique du Nord et en France. En France, il fut sollicité par Abba Mari dans la controverse déclenchée par les écrits de Maïmonide et se focalisant sur la personne de Lévi ben Abraham de Villefranche.
Il forma de nombreux disciples, parmi lesquels Yom Tov Asevilli (le Ritv"a) et Bahya ben Asher (Rabbenou Behaye).

## Responsa
Dans son temps libre, il écrivit un grand nombre de responsa, couvrant l'ensemble de la vie juive. Leur concision et leur justesse en ont fait un modèle, et elles sont rapportées de nos jours encore par de nombreuses autorités halakhiques.

## Attitude vis-à-vis de Maïmonide
Bien qu'il défendît l'œuvre de Maïmonide (rambam) au cours des débats sur son œuvre, il condamnait l'approche rationalisante développée par le maître. En clair, Maïmonide s'adressait volontairement à une élite, or son enseignement était largement diffusé et facilement accessible. Il fit donc partie du tribunal qui prononça, en 1304, l'excommunication contre quiconque étudierait la philosophie en dessous de l'âge de trente ans.

## Œuvres
- Shut Ha-Rashba, responsa

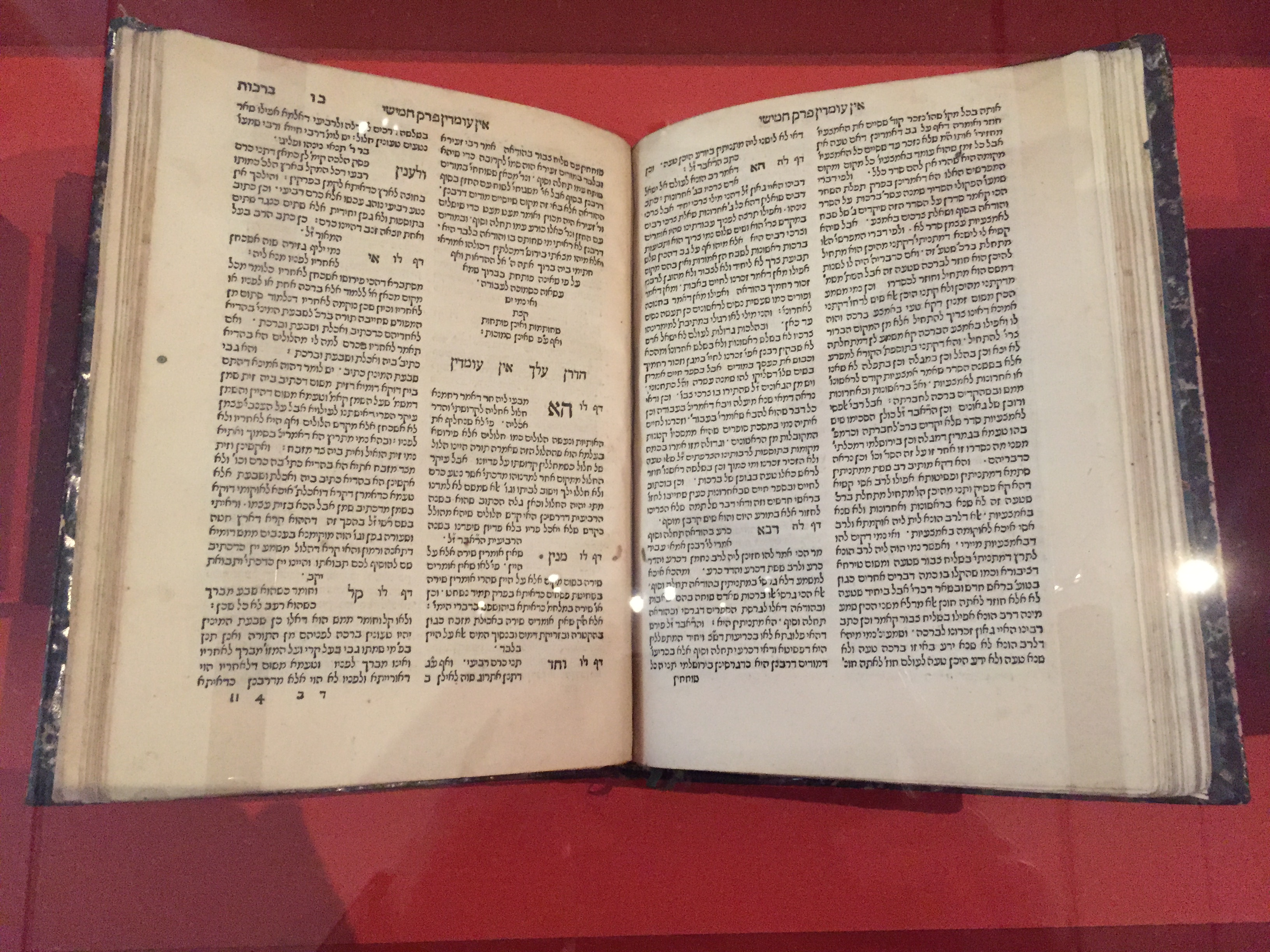
Hiddoushei Berakhot écrit par Rachba (1235 - 1310), imprimé par Daniel Bomberg - Venise 1523

- Hiddouchei HaRachba, commentaire sur le Talmud
- Torat HaBayit, traité sur la cacheroute
- Michmeret HaBayit, défense contre la critique du Ra'ah
- Cha'ar HaMayim, traité sur les lois du mikvé, et autres sujets spécialisés.